# Metalectra ecchlora
Metalectra ecchlora är en fjärilsart som beskrevs av George Francis Hampson 1926. Metalectra ecchlora ingår i släktet Metalectra och familjen nattflyn. Inga underarter finns listade i Catalogue of Life.